# Jorge Nocetti Campos
Jorge G. Nocetti Campos, militar argentino que llegó a general de brigada. Fue interventor federal en la provincia de Santa Fe desde el 11 de junio de 1962 hasta el 12 de octubre de 1963.

## Biografía
Durante la Revolución Libertadora fue director general de la Gendarmería Nacional impulsando la desperonización de esa fuerza de seguridad.
Como general de brigada en situación de retiro, el 11 de junio de 1962 fue designado interventor en la provincia de Santa Fe por el presidente José María Guido sustituyendo a Ernesto Víctor Cordes. Estuvo en esa función durante el conflicto entre los Azules y Colorados en las Fuerzas Armadas, hasta la llegada de las autoridades constitucionales el 12 de octubre de 1963.